# Mughiphantes marusiki
Mughiphantes marusiki là một loài nhện trong họ Linyphiidae.
Loài này thuộc chi Mughiphantes. Mughiphantes marusiki được Andrei V. Tanasevitch miêu tả năm 1988.